# Antialcidas erecta
Antialcidas erecta är en insektsart som beskrevs av William D. Funkhouser. Antialcidas erecta ingår i släktet Antialcidas och familjen hornstritar. Inga underarter finns listade i Catalogue of Life.